# Colli sul Velino
Colli sul Velino là một đô thị ở tỉnh Rieti trong vùng Latium, có khoảng cách khoảng 70 km về phía đông bắc của Roma và cách khoảng 13 km về phía tây bắc của Rieti. Tại thời điểm ngày 31 tháng 12 năm 2004, đô thị này có dân số 494 người và diện tích là 13,1 km².
Colli sul Velino giáp các đô thị: Contigliano, Labro, Morro Reatino, Rieti, Rivodutri, Terni.